# Mesure de sûreté
Une mesure de sûreté est une décision de nature coercitive prise par une autorité judiciaire, ou exceptionnellement par une autorité administrative, militaire ou politique, visant à exercer un contrôle social important sur une personne ou un groupe de personnes qu'on soupçonne de pouvoir porter atteinte, dans un avenir proche ou lointain, à la sécurité publique ou à l'ordre public.
Les mesures de sûreté sont de divers types :
- contrôle judiciaire
- sursis avec mise à l'épreuve
- bracelet électronique
- période de sûreté
- Suivi socio-judiciaire